# Hypsiboas albopunctatus
Espèce
Synonymes
- Calamita fasciatus Schneider, 1799
- Hyla albopunctata Spix, 1824
- Hyla oxyrhina Reinhardt & Lütken, 1862 "1861"
- Hyla spectrum Reinhardt & Lütken, 1862 "1861"

Statut de conservation UICN

 LC  : Préoccupation mineure
Hypsiboas albopunctatus est une espèce d'amphibiens de la famille des Hylidae.

## Répartition
Cette espèce se rencontre jusqu'à 2 000 m d'altitude :
- en Argentine dans les provinces de Corrientes et de Misiones ;
- en Bolivie à la frontière brésilienne des départements de Santa Cruz, de Beni et de Pando ;

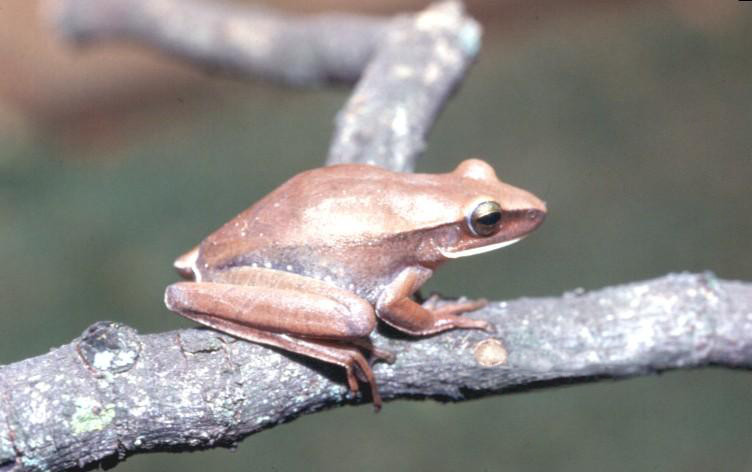
Hypsiboas albopunctatus

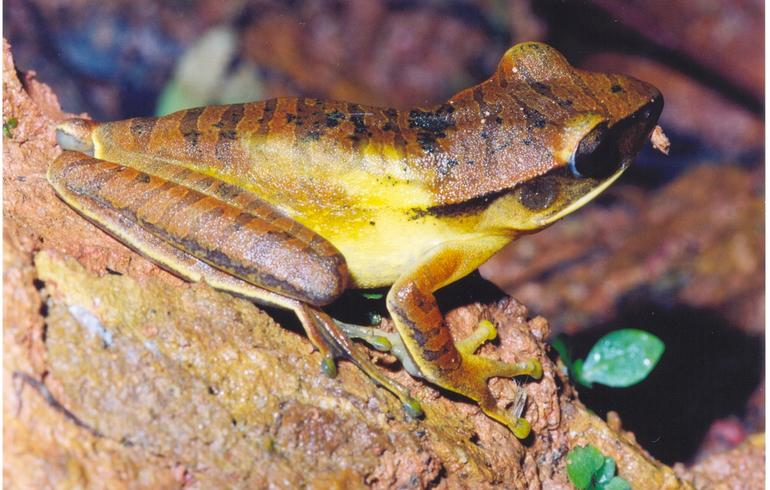
Hypsiboas albopunctatus

- dans la moitié Sud du Brésil ;
- dans l'est du Paraguay ;
- dans le nord de l'Uruguay.

## Publication originale
- Spix, 1824 : Animalia nova sive species novae testudinum et ranarum, quas in itinere per Brasiliam annis 1817-1820 (texte intégral)